# Ryan Pannone
Raymond Pannone (Clearwater, 25 januari 1985) is een Amerikaans basketbalcoach.

## Carrière
Pannone begon zijn coachingscarrière in 2003 als assistent-coach bij Oldsmar Christian School. Hij was daarnaast ook actief als jeugdcoach in het AAU-systeem. In 2006 nam hij de hoofdcoach positie over op Oldsmar Christian School. In 2011 werd hij assistent-coach van de Wallace State Lions en bleef er een seizoen. Het seizoen 2012/13 bracht hij door  bij het Chinese Foshan Long Lions uit de Chinese Basketball Association. In 2013 keerde hij terug naar de Verenigde Staten en was assistent-coach gedurende de NBA Summer League bij de Memphis Grizzlies daarna in 2014 tekende als assistent bij de Erie BayHawks onder Bill Peterson. Na een seizoen trok hij naar White Wings Hanau in de Duitse competitie onder Simon Cote.
In het seizoen 2016/17 was hij assistent-coach bij Hapoel Jerusalem BC onder hoofdcoach Simone Pianigiani. Hierna werd hij hoofdcoach bij BC Prievidza in de Slowaakse competitie met als assistenten Perry Huang en Maros Helmecy. Na een seizoen keerde hij terug naar Hapoel Jerusalem BC en werd er assistent-coach onder Oded Katash. In 2019 werd hij hoofdcoach van de Erie BayHawks waar hij ook bij bleef na hun verhuis en verandering in Birmingham Squadron. Na drie seizoenen werd hij assistent-coach in de NBA bij de New Orleans Pelicans onder Willie Green.
In 2023 werd hij assistent van Nate Oats bij de Alabama Crimson Tide.